# Vroncourt-la-Côte
Vroncourt-la-Côte är en kommun i departementet Haute-Marne i regionen Grand Est (tidigare regionen Champagne-Ardenne) i nordöstra Frankrike. Kommunen ligger i kantonen Bourmont som tillhör arrondissementet Chaumont. År 2022 hade Vroncourt-la-Côte 27 invånare.

## Befolkningsutveckling
Antalet invånare i kommunen Vroncourt-la-Côte
| Referens: INSEE |